# Vrčeňská lípa
Vrčeňská lípa je památný strom u obce Vrčeň severovýchodně od Nepomuku v okrese Plzeň-jih. Lípa velkolistá (Tilia platyphyllos) roste při polní cestě z Vrčeně do Tojic u křížku z roku 1816 v nadmořské výšce 450 m. Stáří stromu je odhadováno na 380 let. Obvod jejího kmene je 480 cm a strom dosahuje do výšky 25 m, šířka koruny 18 m (měření 2009). Zdravotní stav stromu není dobrý. Byl proveden zdravotní, bezpečnostní řez, konzervace a zastřešení 5 dutin a statické zajištění. Strom se rozvětvuje ve výšce 3,20 m nad zemí na 4 osy. Jedna je odlomena, v jedné se nachází otevřená dutina, koruna mírně prosychá. Chráněna od roku 1976 pro svůj vzrůst a jako součást památky.

## Stromy v okolí
- Lípa na návsi ve Vrčeni